# 蔣義渠
蔣義渠，東漢末年人物，袁紹部下。其名最早见于《后汉书》，后司马光引入《资治通鉴》。官渡之戰袁紹戰敗後，袁紹逃走僅率八百人渡河至黎陽北岸，入其將軍蔣義渠營。蔣義渠出營代袁紹宣令，慢慢聚集殘兵。使袁绍的军队規模逐漸恢復。按三國志云袁紹有將軍蔣奇，或蔣奇即字義渠。

## 三国演义描写
袁绍幅巾单衣，引八百余骑，奔至黎阳北岸，大将蒋义渠出寨迎接。绍以前事诉与义渠。义渠乃招谕离散之众，众闻绍在，又皆蚁聚。军势复振，议还冀州。军行之次，夜宿荒山。绍于帐中闻远远有哭声，遂私往听之。却是败军相聚，诉说丧兄失  弟，弃伴亡亲之苦，各各捶胸大哭，皆曰：“若听田丰之言，我等怎遭此祸！”绍大悔曰：“吾不听田丰之言，兵败将亡；今回去，有何面目见之耶！”次日，上马正行间，逢纪引军来接。绍对逢纪曰：“吾不听田丰之言，致有此败。吾今归去，羞见此人。”逢纪因谮曰：“丰在狱中闻主公兵败，抚掌大笑曰：果不出吾之料！”袁绍大怒曰：“竖儒怎敢笑我！我必杀之！”遂命使者赍宝剑先往冀州狱中杀田丰。